# 沙瓦尼亚克
沙瓦尼亚克（法語：Chavagnac，法語發音：[ʃavaɲak]）是法国多尔多涅省的一个旧市镇，属于萨拉拉卡内达区。2017年，沙瓦尼亚克与市镇格雷兹合并为新市镇莱科托佩里古尔丹，沙瓦尼亚克为新市镇行政中心。

## 地理
沙瓦尼亚克（45°5'21"N, 1°22'19"E）面积13.59 平方千米，位于法国新阿基坦大区多爾多涅省，该省份为法国西南部内陆省份，是法國本土面积第三大的省，大致对应佩里戈尔地区，北起顺时针与夏朗德省、上维埃纳省、科雷兹省、洛特省、洛特-加龙省、吉倫特省和滨海夏朗德省接壤。
与沙瓦尼亚克接壤的市镇（或旧市镇、城区）包括：格雷兹。

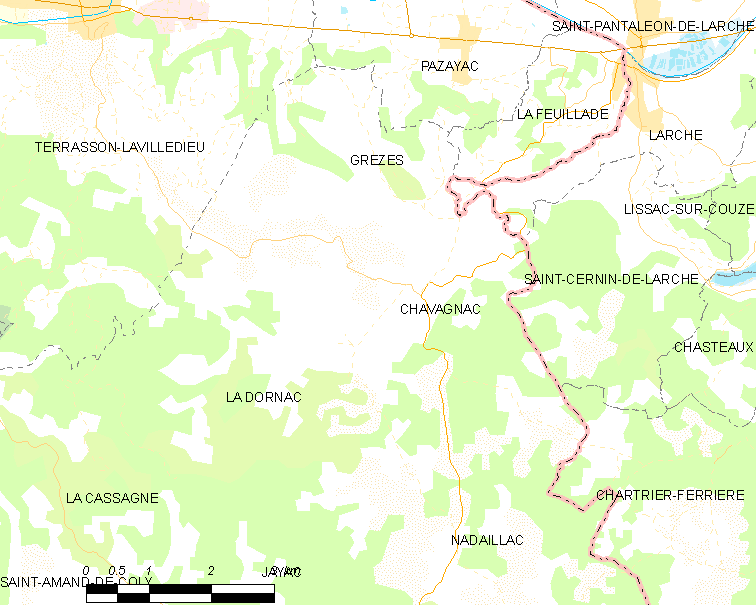
沙瓦尼亚克的OSM定位图

沙瓦尼亚克的时区为UTC+01:00、UTC+02:00（夏令时）。

## 行政
沙瓦尼亚克的邮政编码为24120，INSEE市镇编码为24117。

## 政治
沙瓦尼亚克所属的省级选区为泰拉松-拉维勒迪约县。

## 人口

1962-2008年间沙瓦尼亚克人口变化图示

沙瓦尼亚克于2018年1月1日时的人口数量为379人。